# Melanophthalma andrewi
Melanophthalma andrewi is een keversoort uit de familie schimmelkevers (Latridiidae). De wetenschappelijke naam van de soort is voor het eerst geldig gepubliceerd in door Wolfgang H. Rücker & Johnson 2007.